# Videm, Dobrepolje
Videm je naselje s skoraj 600 prebivalci, središče in največje naselje občine Dobrepolje na začetku istoimenskega kraškega polja (Dobrepolje) oz. Dobrepoljske doline. Redna medkrajevna avtobusna linija št. 78 kraj ob delavnikih in sobotah ga povezuje preko Grosuplja ali Turjaka z Ljubljano.  
V Vidmu stoji cerkev Svetega Križa, v bližnji vasi Predstruge pa je železniška postaja Dobrepolje. V kraju je tudi pošta Videm Dobrepolje (1312).